# Santidade de Jaguaripe
A Santidade de Jaguaripe foi um movimento messiânico de caráter milenarista formado em torno de 1580 na capitania da Baía de Todos os Santos, no Brasil Colônia, por indígenas do povo tupinambá fugitivos dos aldeamentos jesuítas e dos engenhos açucareiros da região. O movimento era estruturado em torno de uma seita sincrética que incorporava elementos da religião católica e do sistema de crenças tupinambá, e pregava contra o trabalho forçado. A Santidade teve início no sertão de Orobó e posteriormente se assentou em Jaguaripe, na fazenda do senhor de engenho Fernão Cabral de Taíde, onde deram continuidade a suas práticas ritualísticas até serem dissolvidos pelas forças armadas do governador Manuel Teles Barreto em 1585.
A história da Santidade de Jaguaripe foi registrada nas confissões, testemunhos e acusações prestados a Heitor Furtado de Mendonça, inquisidor responsável pela primeira visita do Tribunal do Santo Ofício no Brasil, entre 1591 e 1595.

## Contexto
O projeto colonial brasileiro é marcado por uma série de contradições em relação à inserção do indígena na sociedade, designadamente, quais povos seriam submetidos ao trabalho forçado e quais seriam integrados como cidadãos da Coroa e catequizados. A catequização era um processo que envolvia a remoção dos indígenas do convívio com os colonos e o isolamento dos mesmos nos aldeamentos jesuítas. Entretanto, esse isolamento não era sustentável na prática, posto que seria um empecilho no funcionamento da economia colonial, que tinha como base a exploração da mão de obra indígena.
Nesse contexto, a Santidade se desenvolve em torno da figura de Antônio Tamandaré, um caraíba tupi que passara pelo processo de catequização em um aldeamento jesuíta na capitania de Ilhéus, e de sua mulher, conhecida como “Maria Mãe de Deus”. O casal liderava rituais e danças, distribuíam nomes santos aos membros, realizavam batismos, dentre outros. Figura emblemática do movimento, Antônio se intitulava de papa, reivindicando para si a santidade e excelência que cabia ao título, e incorporava a entidade ancestral de Tamandaré. Em seus sermões, clamava pela recusa em trabalhar nas lavouras açucareiras e pregava a guerra e a vingança contra os senhores de engenho. Estes últimos, a guerra e a vingança, são elementos centrais do modo de vida tupinambá e, na Santidade de Jaguaripe, compõem um complexo sistema de crenças nascido da encruzilhada do catolicismo com a cosmologia tupinambá.
A Santidade se provou uma ameaça para o funcionamento dos engenhos açucareiros e aldeamentos jesuítas locais ao atrair uma massa de trabalhadores indígenas, bem como negros, mamelucos e brancos. Manuel Teles Barreto, então governador da Bahia, mandou uma expedição armada para o sertão de Orobó para acabar com o movimento. Entretanto, Barreto não obteve sucesso, pois o senhor de engenho Fernão Cabral de Taíde mandou sua própria expedição para negociar um acordo com a liderança da Santidade e convencê-los a adotar suas terras em Jaguaripe como nova sede. O grupo se deslocou para Jaguaripe sob a liderança de Maria Mãe de Deus, enquanto o papa Antônio permaneceu no sertão de Orobó.

## Desfecho
A cooptação por parte de Taíde teria sido com o objetivo de conter a seita indígena, entretanto, nos seis meses seguintes ao deslocamento, a adesão à Santidade continuou crescendo. Dessa forma, por pressão dos senhores de engenho da região, forças armadas enviadas por Manuel Tales Barreto invadem as terras de Jaguaripe em 1585 e dissolvem a Santidade. Os membros do grupo retornam para os engenhos e aldeias de onde saíram e os líderes são desgregados. A punição de Fernão Cabral de Taíde viria anos mais tarde após denúncias de seu envolvimento na Santidade ao Tribunal do Santo Ofício. Sua sentença foi o pagamento de uma multa e desterramento da Bahia por dois anos.